# Suleiman Dominique Abd el Ahad Gazala Bey
Suleiman Dominique Abd-el-Ahad Ghazala Bey, född 21 september 1854 i Bagdad, död 18 oktober 1929, var en fransk-kaldeisk adelsman, läkare och poet.

## Biografi
Suleiman Dominique Abd-el-Ahad Ghazala Bey var son till Georges Ghazala Bey och Hanna Abu Al-Jonan Ghazala Bey. Ghazala Bey studerade medicin vid Sorbonneuniversitetet i Paris, och avlade där  läkarexamen med inriktning på infektioner. 
Suleiman Ghazala Bey fick fyra barn tillsammans med Sofie Kroumi. Hans första barn, Isobel Ghazala Bey, föddes 1896, två år senare föddes Suleika Ghazala Bey. Sonen Camille Ghazala föddes 1900 och fjärde barnet, Marguerite Ghazala Bey, föddes 1902. Juristen och FN-domaren Lennart Aspegren är barnbarn till Suleiman och barn till Suleika.

## Karriär
Under en tid var han diplomat och statstjänsteman på den osmanska ambassaden i Teheran, Persien. Senare arbetade Ghazala Bey med att bekämpa kolera i Nordafrika på uppdrag av sultanen av Konstantinopel. Under denna period var Ghazala Bey bosatt i Tripoli, Libyen.

## Priser och utmärkelser
Ghazala Bey fick under sin livstid flera ordnar och titlar:
- Principal Deputy for the province of Basrah
- Lejon- och solorden
- Grand Officier De L'instruction Publique, Perse
- Osmanieorden, femte klassen